# Авдеев, Александр Владимирович
Александр Владимирович Авдеев (род. 1959 год, Сибирцево, Черниговский район, Приморский край, РСФСР, СССР) — российский политик. Глава Артёмовского городского округа в 2016—2020 гг..

## Биография
Родился в 1959 году в посёлке Сибирцево Черниговского района Приморского края. С 1977 по 1979 годы проходил службу в рядах Советской армии. В 1980 году поступил и в 1988 году окончил факультет промышленного гражданского строительства ДВПИ им. Куйбышева, по специальности «Инженер-строитель». В 2003 году прошёл переподготовку в ПИППККГС, факультет ГМУ, «Экономика и управление».
Трудовую деятельность начал в 1984 году плотником 3 разряда, затем работал мастером. В 1987—1989 годах — старший инженер кафедры «Строительные конструкции и материалы» ДВПИ им. Куйбышева. В 1989 году — производитель работ РСУ Управления торговли. В 1989—1992 годах — инженер I категории, затем ведущий инженер Инженерного центра ДальНИИС.
В 1992 году работал в ряде частных фирм заместителем директора, начальником цеха автосервиса. В 1992—1995 годах — заместитель заведующего, начальник отдела коммунального хозяйства, и. о. заместителя главы, глава администрации Первореченского района Владивостока.
С января по март 1995 года — заместитель директора Экологического внедренческого производственного ремонтно-строительного центра по капитальному строительству. Затем, до октября 1995 года — консультант отдела постоянных комиссий организационного управления аппарата Думы Приморского края.
С ноября 1995 по ноябрь 1996 года — заместитель директора ООО «Мурман» по строительству.
С декабря 1996 по 1998 год — заместитель управляющего городом, председатель комитета по санитарной очистке города Владивостока. Затем, до 2001 года — заместитель директора МУП «Жилищно-коммунальное хозяйство» города Владивостока.
С марта 2001 года — глава администрации посёлка Угловое. С 2004 года, после упразднения посёлка и его присоединения к Артёму — начальник территориального управления «Угловое» (до 2010 года), заместитель (до 2015 года), первый заместитель (2015—2016) главы администрации Артемовского городского округа.
С сентября 2016 года, после избрания Владимира Новикова депутатом Государственной думы — и. о. главы Артёмовского городского округа. 24 ноября 2016 года по результатам конкурса избран главой Артёмовского городского округа. 20 февраля 2020 года сложил полномочия главы городского округа.

## Награды
- медаль ордена «За заслуги перед Отечеством» II степени.
- медаль «За заслуги в проведении Всероссийской переписи населения»

## Семья
Женат, имеет двух взрослых дочерей.